# Gomolya
Gomolya (gömölye) – węgierski ser z mleka owczego, koziego lub krowiego. Dojrzewa krótko - 4-5 dni, zawinięty w ściereczkę, w pozycji wiszącej. Waży 1-3 kg. Może być też wędzony. Ser gomolya ma okrągły kształt i silny smak mlekowy. Jest tradycyjnym serem pasterzy z Puszty. Obecnie najczęściej spożywany jest jako dodatek do sałatek lub do kanapek.